# Nattavaara station
Nattavaara station är en järnvägsstation i Nattavaara längs Malmbanan, 5 km väster om Nattavaara by i Gällivare kommun.

## Historik
Stationen öppnades 1890 vid platsen där Malmbanan, den då ännu engelskägda Sverige–Norges järnväg, korsar Råne älv. Den ursprungliga byn ligger omkring fem kilometer längre österut och går idag under namnet Nattavaara by. Vid bangården och längs vägen österut mot byn växte ett stationssamhälle upp. Nattavaara har haft tre stationshus, vilka alla tre har brunnit upp. Det första brann 5 februari 1922, det andra 1960 och det tredje 1977. Idag finns här en liten stationsbyggnad som inrymmer en enkel väntsal.

## Omgivning
Landsvägen mot Nattavaara by och Gällivare korsar järnvägen i en plankorsning vid norra bangårdsänden och strax norr om den finns järnvägsbron över Råne älv. Bebyggelsen ligger huvudsakligen på västra sidan av bangården som i sin tur ligger i nordsydlig riktning, men bebyggelse finns också på östra sidan intill plankorsningen vid södra bangårdsänden. Stationsbyggnaden ligger intill teknikhuset på bangårdens västra sida. Bangården har tre huvudspår med normalhuvudspåret som plattformsspår på västra sidan, dessutom finns ett sidospår på östra sidan. På bangårdens östra sida finns också ett terminalspår för timmerlastning, detta är anslutet till detta ostligaste avvikande huvudspåret nära södra bangårdsänden. På västra sidan anslöt tidigare ett nästan två kilometer långt grusgropsspår till bangården,. Banvallen finns kvar och även delar av spåret ligger kvar.

## Galleri

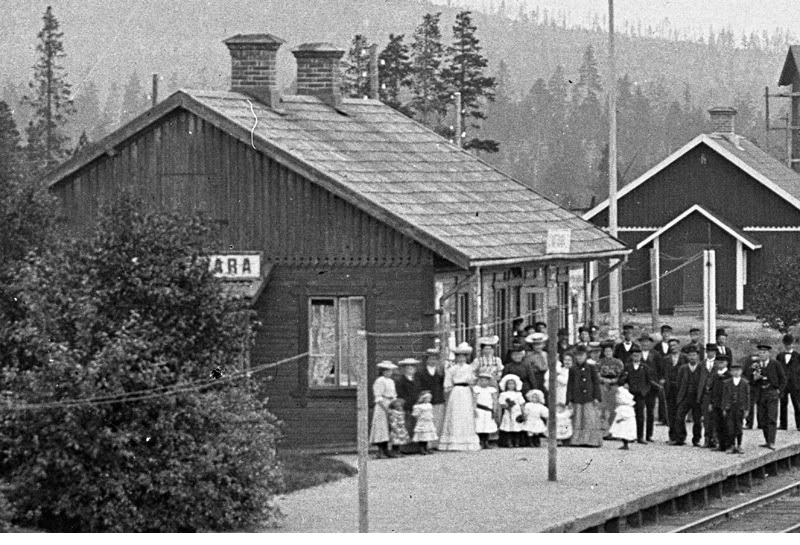
Det första stationshuset
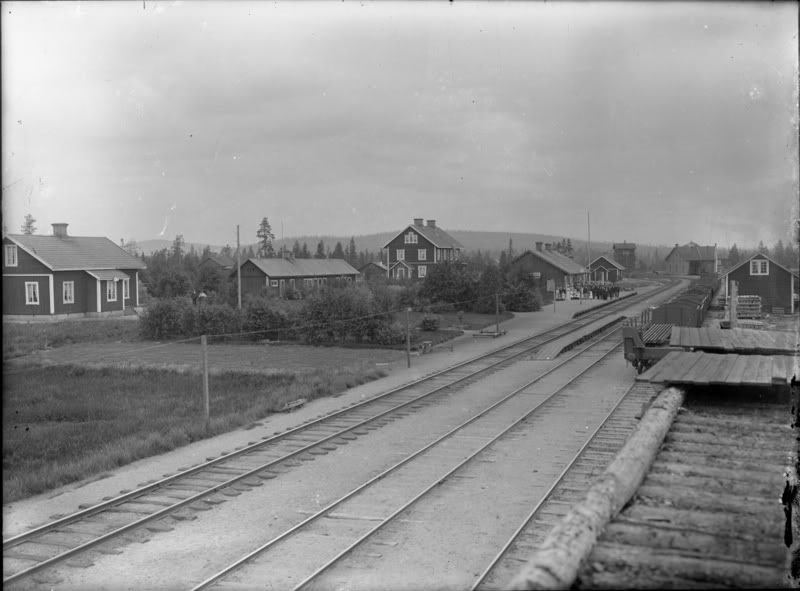
Bangården innan 1922